# 鹿児島県立大学
鹿児島県立大学（かごしまけんりつだいがく）は、かつて鹿児島県鹿児島市に存在した公立大学である。1955年（昭和30年）7月に鹿児島大学に併合された。

## 概要
第二次世界大戦後の学制改革において、鹿児島県内の旧制高等教育機関は、官立学校は （国立） 鹿児島大学に、県立学校は県立鹿児島大学にと、それぞれ別個の新制総合大学に統合された。県立鹿児島大学に統合されたのは、旧制県立鹿児島医科大学 （および前身の旧制鹿児島医学専門学校）・旧制鹿児島県立工業専門学校であり、医学部および工学部となった。1950年、旧制鹿児島県立女子専門学校が併合され、短期大学部となった。
県立鹿児島大学は設立後まもなく鹿児島県立大学と改称された。旧制の県立医科大学から新制医学部への移行は、他の医科大学と同様、1952年2月のことである。1955年7月には鹿児島大学に併合されてその医学部・工学部となり、短期大学部は独立して鹿児島県立短期大学となった。

## 沿革
- 1949年2月21日： 旧制県立鹿児島医科大学 （および県立鹿児島医学専門学校）・鹿児島県立工業専門学校の統合による、新制県立鹿児島大学設置が認可される。
- 1949年4月： 県立鹿児島大学開学。
  - 工学部を設置。県立医大・医専は旧制のまま存続した。
- 1949年6月22日： 鹿児島県立大学と改称。
- 1950年3月： 旧制鹿児島県立女子専門学校を統合し、短期大学部を設置。
- 1951年3月： 旧制県立鹿児島医科大学予科廃止。
- 1952年2月： 医学部 （4年制） を設置。
  - 入学資格は、4年制大学に 2年以上在籍し、所定の科目を修了した者。
- 1952年3月： 旧制県立鹿児島医学専門学校廃止。
- 1952年4月： 医学部附属病院 （鹿児島市山下町） 類焼。
- 1955年1月： 工学部に医学進学課程を設置。
- 1955年7月： 国立移管され、鹿児島大学の医学部・工学部となる。
- 1958年4月： 移管完了し、鹿児島県立大学廃止。
  - 短期大学部は独立して鹿児島県立短期大学となる。
- 1961年3月： 旧制県立鹿児島医科大学廃止。

## 歴代学長
- 初代： 大平得三 （1949年7月 - 1951年3月）
- 学長事務取扱： 梶島二郎 （1951年4月 - 1951年8月）
- 第2代： 梶島二郎 （1951年8月 - 1952年7月）
- 第3代： 福田得志 （1952年8月 - 1956年8月）
  - 後の鹿児島大学 第2代学長
- 学長事務取扱： 縄田干郎 （1956年8月 - 1958年4月）

## 校地
前身校の校地をそれぞれ引き継ぎ、廃止まで統合キャンパスを持たなかった。工学部校地は鹿児島市下伊敷（旧西部十八部隊跡）、医学部校地は鹿児島市鴨池町であった。また、短期大学部は開学後まもなく鹿児島市薬師町から工学部の近接地（現 鹿児島盲学校付近）に移転した。鹿児島大学に移行後、医学部は1957年2月に鹿児島市山下町（現城山町）の旧制七高跡地に、工学部は1959年7月までに鹿児島市鴨池町（現郡元）の現校地に移転した。1974年9月、医学部はさらに鹿児島市宇宿町（現桜ヶ丘）に移転した。工学部の旧下伊敷校地は、隣接の旧鹿児島大学教育学部校地と共に、1959年以来 鹿児島県立短期大学が使用している。
医学部附属病院は、戦災で焼失した旧制医専附属病院の跡地（鹿児島市山下町［現 城山町］、元 私学校跡地、現 鹿児島医療センター）に木造で再建途上だったが、1952年4月に民家からの類焼で焼失した。このとき、隣接地の鹿児島大学文理学部の施設（旧制七高遺構）にも延焼し、旧制七高以来の資料の多くが失われた。附属病院は同地に1955年3月に再建され、1974年の移転まで使用された。

## 出身者
稲盛和夫

## 関連書籍
- 鹿児島大学五十年史編集委員会 編『鹿児島大学五十年史』鹿児島大学、2000年5月。。
- 『鹿児島大学十年史』鹿児島大学、1960年。